# Centre des recherches stratégiques d'Izmir
 (mars 2012).
Si vous disposez d'ouvrages ou d'articles de référence ou si vous connaissez des sites web de qualité traitant du thème abordé ici, merci de compléter l'article en donnant les références utiles à sa vérifiabilité et en les liant à la section « Notes et références ».
Le Centre des recherches stratégiques d'Izmir (İzmir Stratejik Araştırmalar Merkezi, IZSAM) est une organisation non-gouvernementale (ONG) basée à Izmir en Turquie. Elle est fondée en 2011 par les académiciens locaux qui suivent des études sur les relations internationales, la diplomatie, les sciences politiques, l'histoire, l'économie politique et la sociologie politique. L'organisation mène elle-même ou soutient financièrement les recherches à propos des faits et des évènements régionaux et globaux qui concernent particulièrement la Turquie et les pays dans les Balkans, le Moyen-Orient et le Caucase avec lesquels la Turquie est constamment en contact.
Les recherches menées au sein de l'organisation sont très variées et tentent d'approfondir les évaluations scientifiques des milieux académiques en Turquie ainsi que dans les pays voisins. Les activités de recherche menées au sein d'IZSAM son essentiellement groupées d'après les régions géographiques qu'elles concernent.
Les activités de l'organisation sont effectuées en anglais afin de les rendre plus faciles à étudier pour les intéressés des différents pays.